# إموري هولواي
إموري هولواي (بالإنجليزية: Emory Holloway)‏ هو أستاذ جامعي وكاتب أمريكي، ولد في 16 مارس 1885 في ميزوري في الولايات المتحدة، وتوفي في 30 يوليو 1977.